# گیشان (بندرعباس)
گیشان، روستایی در دهستان تخت بخش تخت شهرستان بندرعباس در استان هرمزگان ایران است.

## ویژگی‌ها
گیشان شرقی روستایی خوش آب و هوا و کوهستانی از توابع شهرستان بندرعباس بوده که در فاصله ۶۰ کیلومتری شرق آن واقع شده‌است فاصله تا مرکز بخش تخت۹ کیلومتر
ارتفاع از سطح دریا ۲۰۰ متر و دارای آب و هوای سرد وخشک است.
رودخانه: رودخانه جاماش در ۱ کیلومتری غرب روستا جریان دارد.
وجه تسمیه: به دلیل وجود بوته‌های خرزهره (گیش) به این نام معروف شده‌است.
محصولات زراعی: گندم و جو و پیاز، خیار، بادمجان، گوجه فرنگی، فلفل، حنا.
محصولات باغی: خرما و لیموترش و انبه.
کوه‌های اطراف:کوه سهرتک پایین با ارتفاع ۶۸۸ متر در ۴ کیلومتری شمال غرب روستا، کوه گل زردی با ارتفاع ۴۱۰ متر در ۱ کیلومتری جنوب روستا و کوه سیاه تک با ارتفاع ۴۳۸ متر در ۲ کیلومتری شرق روستا واقع شده‌اند

## جمعیت
بر پایه سرشماری عمومی نفوس و مسکن در سال ۱۳۹۵، جمعیت این روستا برابر با ۱۲۳ نفر (۳۸ خانوار) بوده‌است.